# Winfried Kahlke
Winfried Karl Erich Kahlke (* 30. Dezember 1932 in Brokstedt; † 1. Mai 2025) war ein deutscher Mediziner und Hochschullehrer an der Universität Hamburg. Nach ihm ist die Refsum-Kahlke-Krankheit benannt.

## Leben
Er studierte in Kiel und Heidelberg. Nach der Promotion zum Dr. med. 1960 in Heidelberg und der Habilitation 1971 (Sammlung von achtundvierzig Sonderdrucken) an der Universität Heidelberg war er von 1974 bis 1998 Professor für Innere Medizin und Hochschuldidaktik der Medizin in Hamburg.

## Auszeichnungen
- 1999:  Ernst-von-Bergmann-Plakette
- 2025: Bundesverdienstkreuz 1. Klasse[2]

## Schriften (Auswahl)
- Untersuchungen über Bildung und Umsatz des Gerinnungsfaktors 9. 1960, OCLC 720525323 (zugleich Dissertation, Heidelberg 1960).
- (Hrsg.): Aktuelle Fragen zur Behandlung der Adipositas. Thieme, Stuttgart 1978, ISBN 978-3-13-564301-4.
- mit Beatrix Gromus und Uwe Koch (Hrsg.): Interdisziplinäre Therapie der Adipositas. Forschungsbericht. Möglichkeiten einer Gruppentherapie durch interdisziplinäre Kooperation von Ernährungsberatern, Internisten und Psychologen bei Übergewichtigen ohne und mit weiteren ernährungsabhängigen Risikofaktoren. Stuttgart 1985, ISBN 3-17-009198-0.
- mit Stella Reiter-Theil (Hrsg.): Ethik in der Medizin. Enke, Stuttgart 1995, ISBN 3-432-26841-6.
- mit Rüdiger Berghahn, Martha Meyer-Althoff und Volker Schurig (Hrsg.): Berufsfelderkundungen. Beispiele aus Medizin, Natur- und Geisteswissenschaften. Hamburg 1995, OCLC 603949066.